# Turnul de testat ascensoare (București)
Turnul de testat ascensoare a fost cea mai înaltă construcție industrială din București și totodată cel mai înalt turn pentru testarea ascensoarelor din Europa. A fost construit în perioada 1986 - 1988, pentru a fi utilizat în testarea  lifturilor ce urmau a fi instalate la Casa Poporului, deoarece vechiul turn, de 37 m, construit în 1972 (după planurile arhitectului Corneliu Borcoman și a inginerilor Gheorghe Negoiță, V. Guran, E. Pajor, D. Macovei), era considerat prea mic.
Turnul, înalt de 114 m și cu o suprafață în secțiune de 400 mp, era amplasat în cartierul Grivița, în apropierea Gării de Nord. Construcția era formată din 8 puțuri și câteva laboratoare, folosite pentru testarea ascensoarelor, precum și pentru realizarea unor experimente specifice, necesare în construcția ascensoarelor.
Dărâmarea turnului a început în aprilie 2020, în locul lui urmând a fi construite alte clădiri.